# Linda Martin

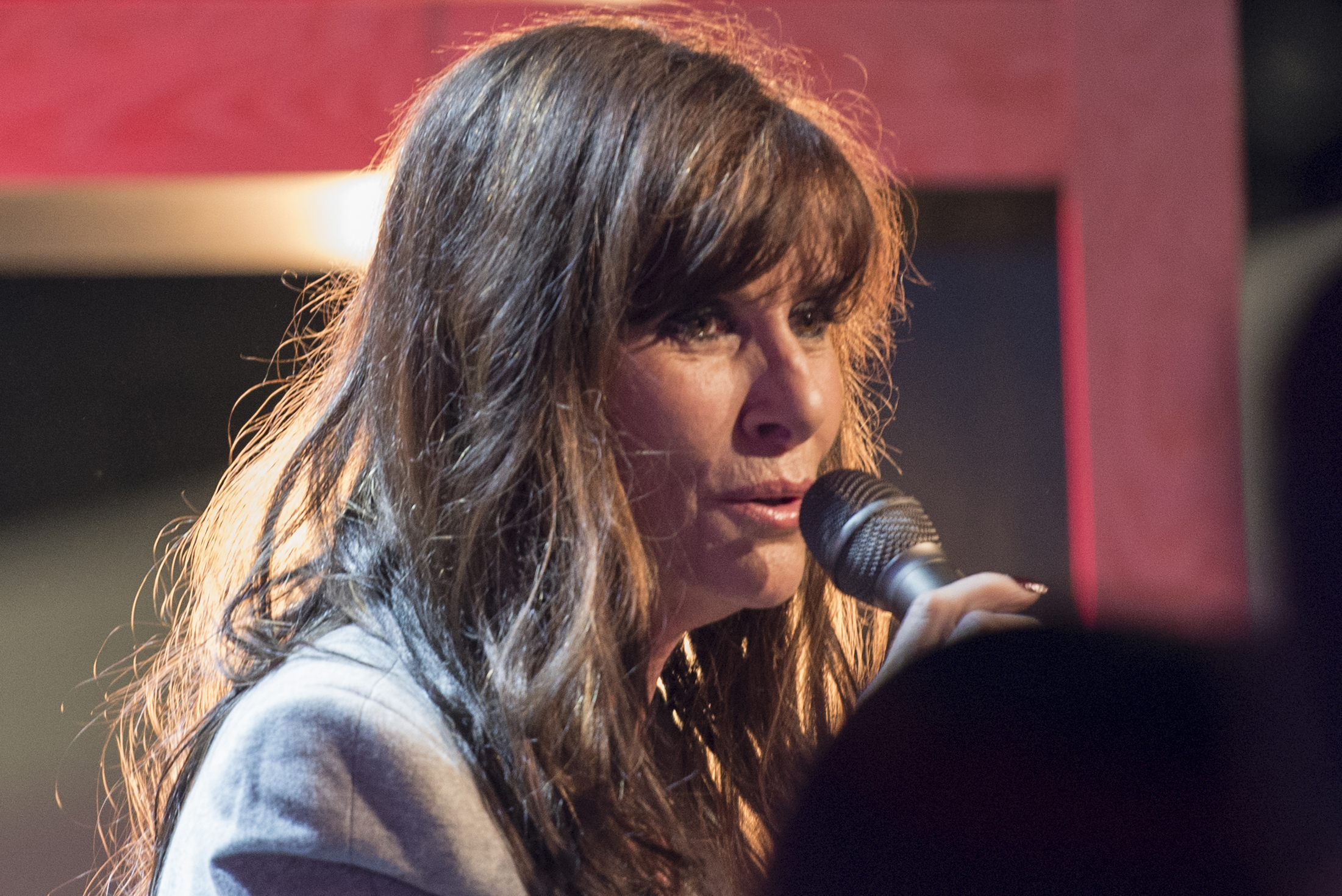
Linda Martin im Mai 2013

Linda Martin (* 13. April 1947 in Omagh, County Tyrone, Nordirland) ist eine irische Sängerin und Fernsehmoderatorin. Sie vertrat Irland zweimal beim Eurovision Song Contest, den sie 1992 auch gewann.

## Karriere als Sängerin
Noch während ihrer Schulzeit trat Linda Martin 1969 der Band Chips bei, mit der sie auch vier Mal am irischen Vorentscheid zum Eurovision Song Contest teilnahm. Sie nahm vier weitere Male als Solistin an der Vorausscheidung teil und ein weiteres Mal als Sängerin der Gruppe Linda Martin and Friends. 1984 vertrat sie Irland in Luxemburg mit dem von Johnny Logan geschriebenen Titel Terminal 3, der den zweiten Platz erreichte. 1992 schaffte sie die Qualifikation für Malmö, ebenfalls mit einer Komposition von Johnny Logan: Why Me? sollte der vierte irische Sieger im Wettbewerb werden. Ihr Siegertitel erreichte den ersten Platz in den Charts. Mit insgesamt neun Beiträgen ist sie die häufigste Teilnehmerin am irischen Vorentscheid. 1998 veröffentlichte sie die CD You Needed Me, die hauptsächlich bekannte Country-Songs enthält. 30 Jahre später folgte All Woman.
2005 war Linda Martin Teil des prominent besetzten Hintergrundchores während der Eurovision-Song-Contest-Gala Congratulations.
Vorentscheid-Teilnahmen (Überblick)
| Jahr | Als                    | Titel                       | Platz | Irische Charts |
| ---- | ---------------------- | --------------------------- | ----- | -------------- |
| 1976 | Chips                  | We Can Fly                  | 2     | –              |
| 1977 | Chips                  | Goodbye Goodbye             | 4     | 2              |
| 1978 | Chips                  | Happy Days                  | 4     | –              |
| 1982 | Chips                  | Tissue of Lies              | 8     | –              |
| 1984 | Linda Martin           | Terminal 3                  | 1     | 7              |
| 1986 | Linda Martin           | If I Can Change Your Mind   | 4     | –              |
| 1989 | Linda Martin           | Here We Go                  | 6     | –              |
| 1990 | Linda Martin & Friends | All the People in the World | 2     | –              |
| 1992 | Linda Martin           | Why Me?                     | 1     | 1              |

## Karriere als Fernsehmoderatorin
Linda Martin hat verschiedene Formate im irischen Fernsehen moderiert, darunter die populäre Quizshow The Lyrics Board. Zudem war sie Backstage-Moderatorin bei der ersten Staffel der irischen Ausgabe von The X Factor.
Sie war Jurorin bei der ersten, zweiten und vierten Staffel der Castingshow You’re a Star, die 2003 bis 2005 auch den irischen Vertreter im Eurovision Song Contest stellte. 2005 und 2006 war Martin zudem Jurorin bei den Spezial-Ausgaben der Sendung.
2007 verkündete sie beim Eurovision Song Contest in Helsinki die irischen Länderpunkte.

## Belege
1. ↑  CD-Info bei hitparade.ch
2. ↑  Eurovision Song Contest National Finals Homepage
3. ↑  Archivierte Kopie (Memento des Originals vom 18. August 2007 im Internet Archive)  Info: Der Archivlink wurde automatisch eingesetzt und noch nicht geprüft. Bitte prüfe Original- und Archivlink gemäß Anleitung und entferne dann diesen Hinweis.

| Personendaten    | Personendaten                           |
| ---------------- | --------------------------------------- |
| NAME             | Martin, Linda                           |
| KURZBESCHREIBUNG | irische Sängerin und Fernsehmoderatorin |
| GEBURTSDATUM     | 13. April 1947                          |
| GEBURTSORT       | Omagh, County Tyrone, Irland            |